# 小涌谷
小涌谷（こわくだに）は、神奈川県足柄下郡箱根町の地名である。箱根ホテル小涌園をはじめとする小涌谷温泉や箱根登山電車の小涌谷駅で知られる。地名の小涌谷の読みは「こわくだに」であるが、登山電車の小涌谷駅は「こわきだに えき」、箱根小涌園は「はこね こわきえん」である。

## 地理
足柄下郡箱根町東部に位置する南北に細長い大字で、箱根町湯本、畑宿、芦之湯、二ノ平および宮ノ下と隣接する。
町の中央部を早川支流の蛇骨川（じゃこつがわ）が南北に流れ、それに沿うように国道1号（東海道）が走る。北部には箱根登山電車が通り、小涌谷駅周辺は小涌谷温泉の温泉街を形成している。南東には箱根山新期外輪山の浅間山や鷹巣山がそびえ、山の中腹に千条ノ滝（ちすじのたき）がかかる。

### 山
- 浅間山（せんげんやま）
- 鷹巣山（たかのすやま）

### 河川
- 蛇骨川

### 滝
- 千条ノ滝（ちすじのたき）

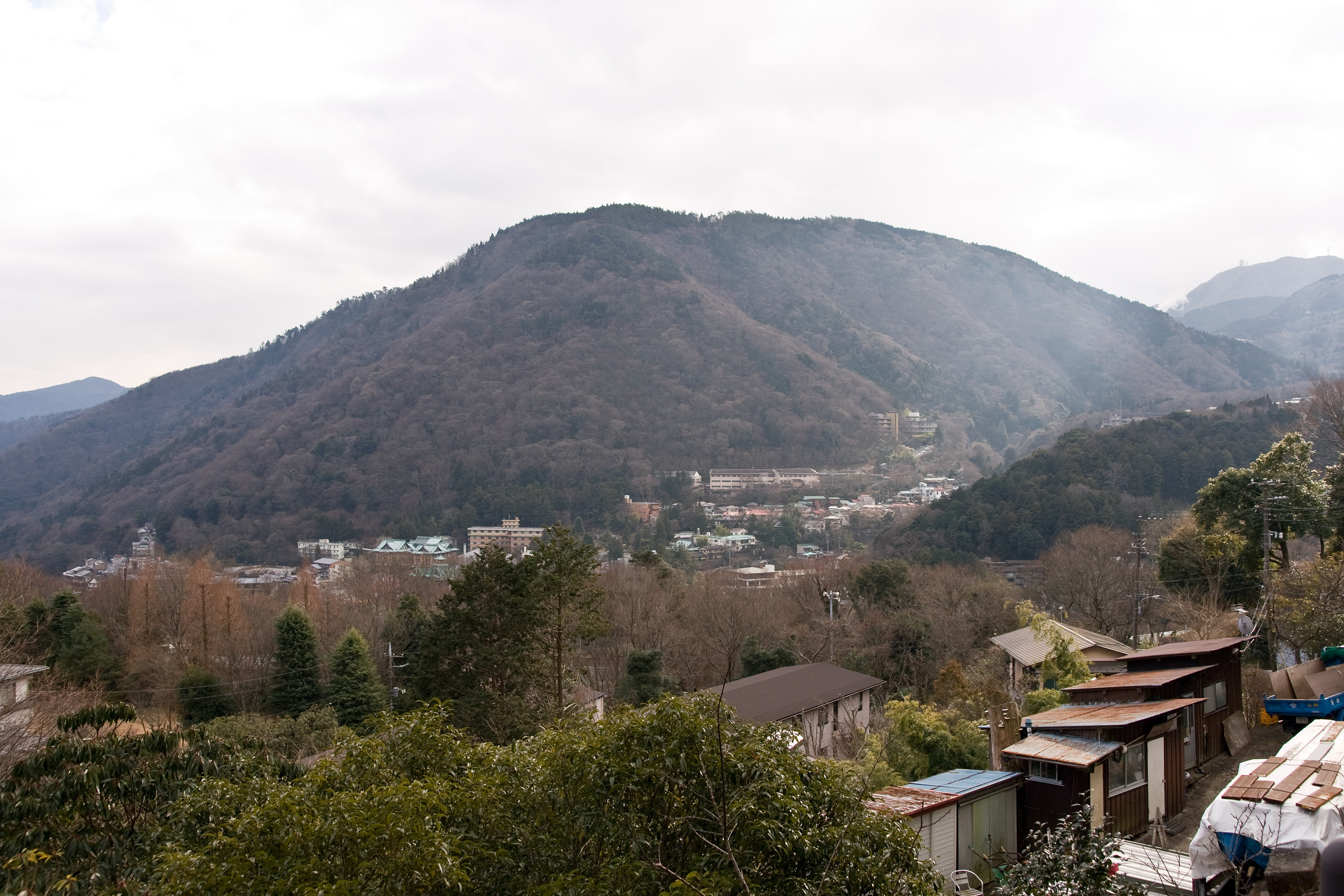
浅間山
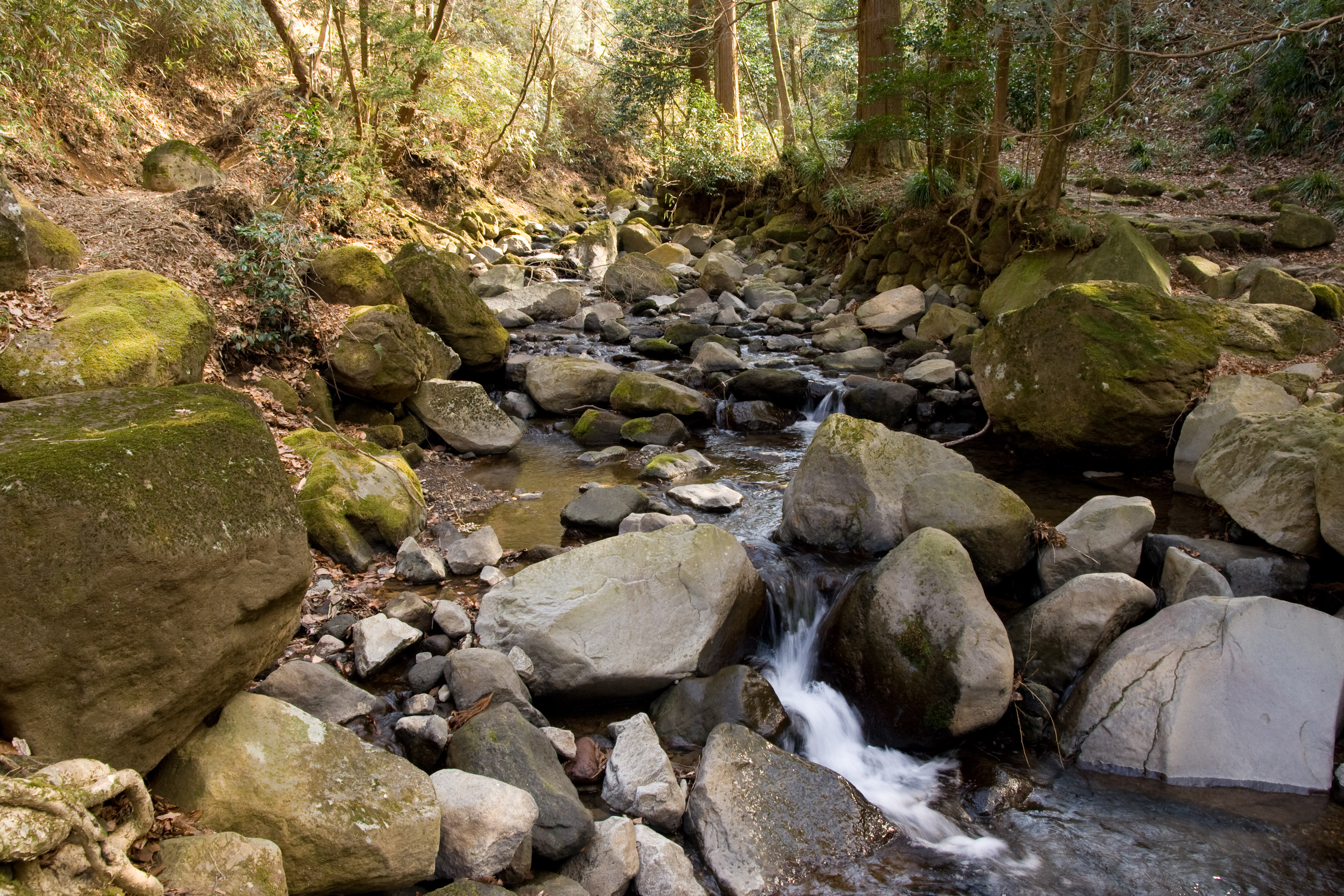
蛇骨川
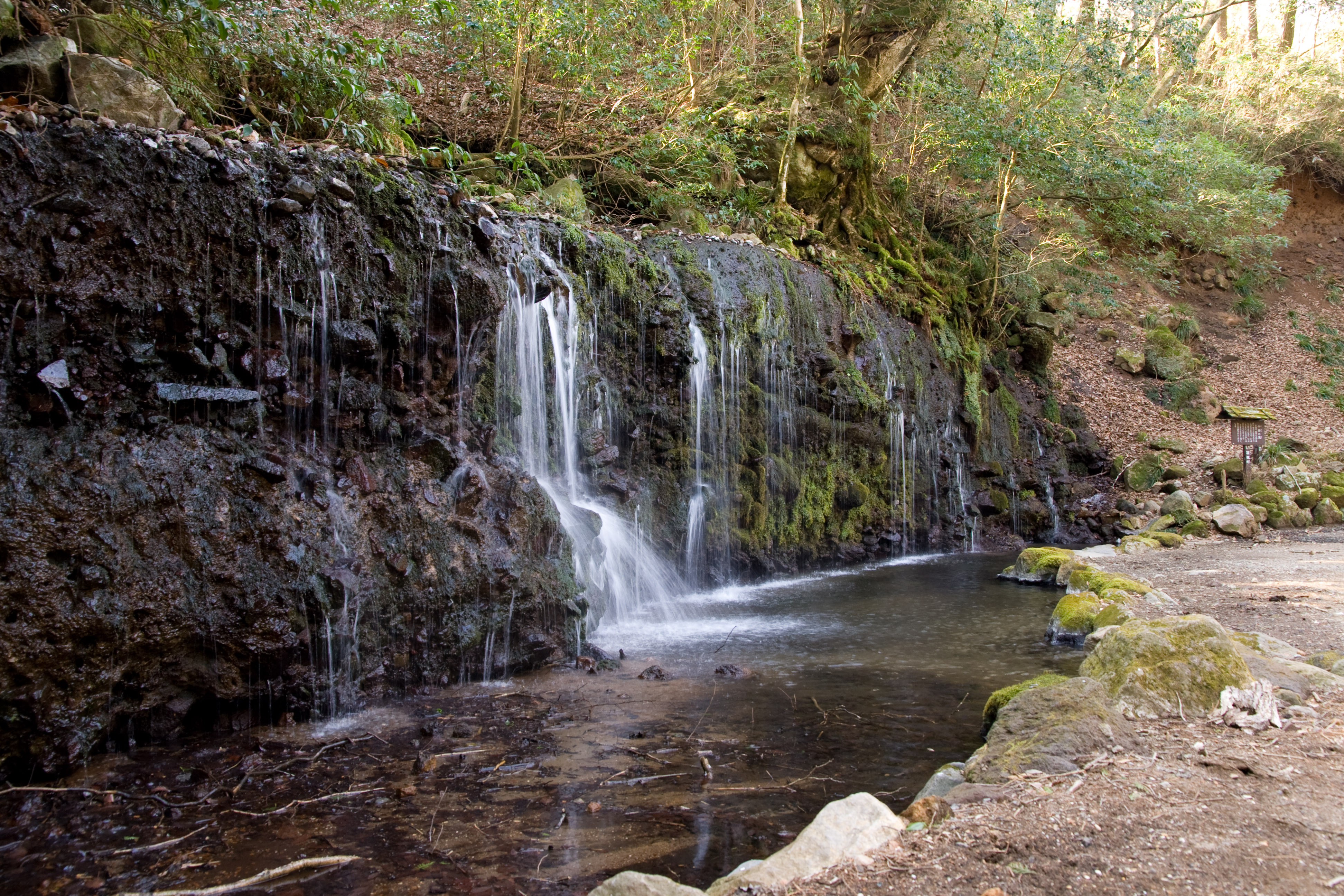
千条ノ滝

## 歴史
もとは底倉村の字名「小地獄」であった。
- 1873年（明治6年）9月5日 - 明治天皇・皇后の行幸啓に際し、字名を「小地獄」から「小涌谷」に改称した[9]。
- 1889年（明治22年）4月1日 - 町村制施行により、温泉村の一部となる。
- 1956年（昭和31年）9月30日 - 箱根町の一部となる[10]。

## 世帯数と人口
2020年（令和2年）10月1日現在（国勢調査）の世帯数と人口（総務省調べ）は以下の通りである。
| 大字   | 世帯数  | 人口  |
| ------ | ------- | ----- |
| 小涌谷 | 161世帯 | 275人 |

### 人口の変遷
国勢調査による人口の推移。
| 年                 | 人口 |
| ------------------ | ---- |
| 1995年（平成7年）  | 552  |
| 2000年（平成12年） | 472  |
| 2005年（平成17年） | 377  |
| 2010年（平成22年） | 414  |
| 2015年（平成27年） | 341  |
| 2020年（令和2年）  | 275  |

### 世帯数の変遷
国勢調査による世帯数の推移。
| 年                 | 世帯数 |
| ------------------ | ------ |
| 1995年（平成7年）  | 225    |
| 2000年（平成12年） | 191    |
| 2005年（平成17年） | 157    |
| 2010年（平成22年） | 208    |
| 2015年（平成27年） | 148    |
| 2020年（令和2年）  | 161    |

## 事業所
2021年（令和3年）現在の経済センサス調査による事業所数と従業員数は以下の通りである。
| 大字   | 事業所数 | 従業員数 |
| ------ | -------- | -------- |
| 小涌谷 | 35事業所 | 261人    |

### 事業者数の変遷
経済センサスによる事業所数の推移。
| 年                 | 事業者数 |
| ------------------ | -------- |
| 2016年（平成28年） | 44       |
| 2021年（令和3年）  | 35       |

### 従業員数の変遷
経済センサスによる従業員数の推移。
| 年                 | 従業員数 |
| ------------------ | -------- |
| 2016年（平成28年） | 267      |
| 2021年（令和3年）  | 261      |

## 施設
- 小涌谷温泉
  - 箱根ホテル小涌園
- 蓬莱園
- 箱根恵明学園

## 交通

### 鉄道

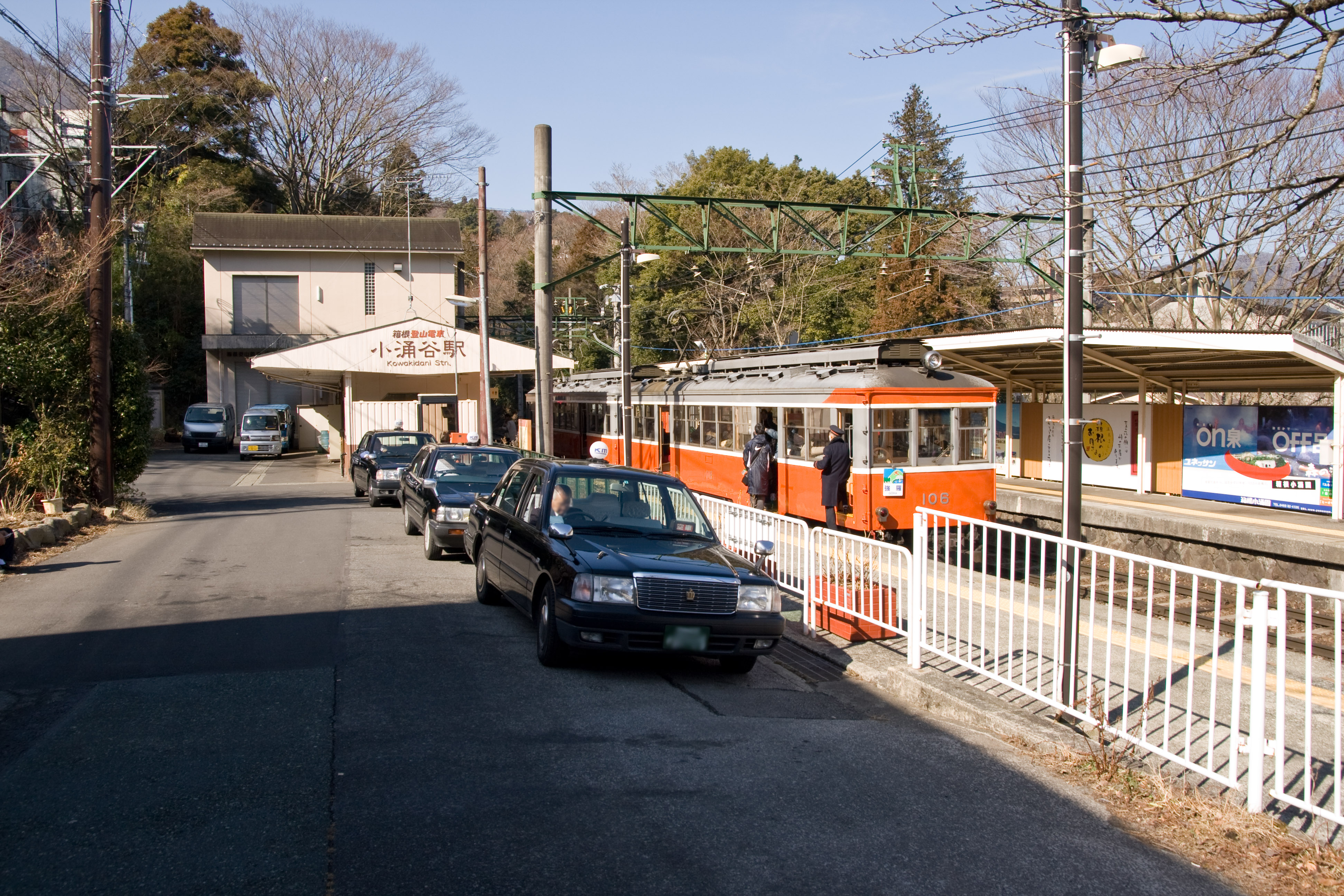
小涌谷駅

- 小田急箱根 鉄道線（箱根登山電車）
- 小涌谷駅 -

### バス
- 箱根登山バス

### 道路

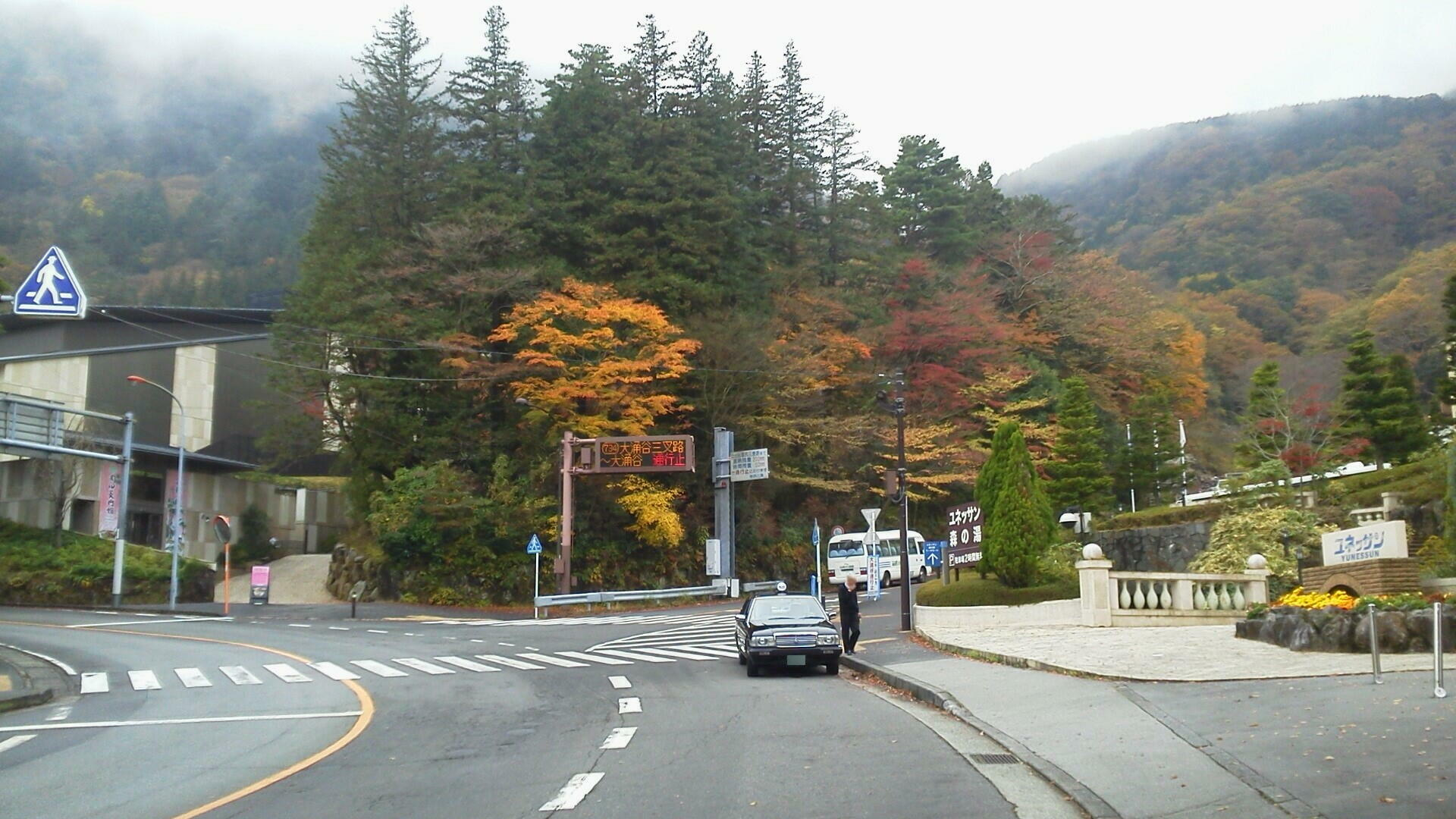
小涌谷交差点

- 国道1号
- 神奈川県道723号関本小涌谷線
- 神奈川県道734号大涌谷小涌谷線

## その他

### 日本郵便
- 郵便番号 : 250-0406[3]（集配局 : 箱根宮ノ下郵便局[18]）。